# Гречаник, Александр Александрович
Александр Александрович Гречаник (укр. Олександр Олександрович Гречаник, позывной — Грек; 10 ноября 1977, Самбор — 4 июня 2023, Гатище) — украинский военнослужащий, мастер-сержант, участник российско-украинской войны. Герой Украины (2025, посмертно).

## Биография
Родился 10 ноября 1977 года в городе Самбор Львовской области. После окончания средней школы № 7 проходил срочную службу в 73-м морском центре специальных операций, где остался служить по контракту, получив звание мичмана.
После завершения военной службы проживал в Николаеве, где окончил психологический факультет Николаевского государственного университета. Работал на руководящих должностях, а также тренером в спортивных учреждениях Львова. Был чемпионом Европы по кикбоксингу, инструктором по кроссфиту, спасательному делу, водолазному и парашютному обучению. Работал на нефтедобывающих вышках в Туркменистане, где перенёс декомпрессионную болезнь.
С началом полномасштабного вторжения России в Украину в 2022 году добровольно вступил в ряды Сил специальных операций ВСУ. Служил в 8-м отдельном полку специального назначения имени князя Изяслава Мстиславича. Участвовал в боях за Ирпень, Северодонецк, освобождении Харьковской области и обороне Бахмута.
Погиб 4 июня 2023 года в бою в районе села Гатище Чугуевского района Харьковской области. Похоронен 7 июня 2023 года в селе Ильковка Винницкой области.

## Награды
- Звание «Герой Украины» с удостоением ордена «Золотая Звезда» (20 января 2025, посмертно) — за личное мужество и героизм, проявленные в защите государственного суверенитета и территориальной целостности Украины, верность военной присяге[2].
- Орден «За мужество» III степени (24 августа 2023, посмертно) — за личное мужество и самоотверженные действия, проявленные в защите государственного суверенитета и территориальной целостности Украины, верность военной присяге[3].